# Andrea Berg
Andrea Berg, echte naam: Andrea Ferber-Zellen, (Krefeld, 28 januari 1966) is een Duitse schlagerzangeres.

## Levensloop
Bergs zangcarrière begon in 1992; tot dan toe was ze verpleegster. Nadat een cassettebandje met haar stem erop bij producent Eugen Römer op het bureau terechtkwam, werd haar meteen een platencontract aangeboden. Slechts een week daarna ging ze de studio al in om haar succesvolle debuutalbum Du bist Frei in te zingen. Ook haar album Wo liegt das Paradies was een succes, en hiermee scoorde ze de hit Du hast mich tausendmal belogen.
In oktober 2001 bracht Andrea Berg een 'Best Of-album' uit met twaalf van haar succesvolste liedjes. Het album kreeg vijf keer platina, en stond tot 2018 in totaal 670 weken in de Oostenrijkse hitlijst (350 in de Duitse hitlijst). Totaal zijn er 2 miljoen exemplaren van het Best Of-album verkocht, waardoor het Triple Gold en dubbel platina heeft gewonnen.
In 2006 bracht ze Splitternackt uit. Du wolltest mich für eine Nacht en Ein Bisschen Wahnsinn zijn bekende hits geworden, evenals Splitternackt. Andrea Berg heeft wereldwijd miljoenen albums verkocht.
Berg is getrouwd geweest met zanger Olaf Henning en uit een eerdere relatie kreeg ze in 1998 haar dochter Lena. Sinds juni 2007 is ze getrouwd met voetbalmanager en hotelier Ulrich Ferber. Ze wonen met dochter Lena en Ulrich zijn twee zoons in Aspach in een landhuis achter hun hotel Sonnenhof.
Na 17 jaar met Berg te hebben samengewerkt beëindigt haar producent Eugen Römer in 2009 op eigen verzoek de samenwerking met haar. Met haar nieuwe album Schwerelos bewijst Andrea deze schok te boven zijn gekomen met haar nieuwe producent Dieter Bohlen. In 2011 startte ze haar tour Tausend und eine Nacht.
Op 24 maart 2011 wint Andrea Berg voor de zesde maal de Echo Award. Dit feestelijk gebeuren zou voor haar bijna geen doorgang gevonden hebben, omdat haar ouders vlak bij haar woning een auto-ongeluk hebben gehad. Andrea keerde daarom direct na de uitreiking huiswaarts.
Op 14 januari 2012 is de dvd Abenteuer opgenomen in de Lanxess Arena in Keulen.
Andrea Berg ontving op 7 januari 2012 als beste live-artieste (de meeste concerten) de "Krone der Volksmusik".
Op 11 januari 2014 startte Andrea met haar nieuwe tour Atlantis. Haar dvd/bluray Atlantis LIVE is op 22 maart in Keulen opgenomen en was vanaf 18 juli 2014 verkrijgbaar.
Het album Atlantis is bekroond met dubbel platina.
14 oktober 2016 startte Andrea met haar Live Tour 2016/2017 vanuit de Königpalast in Krefeld. Deze tournee stond voor het grootste deel in het teken van haar nieuwe album Seelenbeben.

## Discografie

### Albums
| Album met eventuele hitnotering(en) in de Nederlandse Album Top 100 | Datum van verschijnen | Datum van binnenkomst | Hoogste positie | Aantal weken | Opmerkingen                                                              |
| ------------------------------------------------------------------- | --------------------- | --------------------- | --------------- | ------------ | ------------------------------------------------------------------------ |
| Du bist frei                                                        | 1992                  | -                     |                 |              |                                                                          |
| Gefühle                                                             | 1995                  | -                     |                 |              |                                                                          |
| Zwischen tausend gefühlen                                           | 24-08-1998            | -                     |                 |              |                                                                          |
| Träume lügen nicht                                                  | 29-07-1999            | -                     |                 |              |                                                                          |
| Weil ich verliebt bin                                               | 11-11-1999            | -                     |                 |              |                                                                          |
| Best of Andrea Berg                                                 | 21-10-2001            | -                     |                 |              | Verzamelalbum                                                            |
| Wo liegt das paradies                                               | 25-03-2001            | -                     |                 |              |                                                                          |
| Nah am feuer                                                        | 29-03-2002            | -                     |                 |              |                                                                          |
| Machtlos                                                            | 27-05-2003            | -                     |                 |              |                                                                          |
| Du                                                                  | 21-07-2004            | -                     |                 |              |                                                                          |
| Splitternackt                                                       | 07-04-2006            | -                     |                 |              |                                                                          |
| Die neue Best of                                                    | 29-02-2008            | -                     |                 |              | Verzamelalbum                                                            |
| Dezember nacht                                                      | 07-11-2008            | -                     |                 |              |                                                                          |
| Zwischen himmel und erde                                            | 03-04-2009            | -                     |                 |              |                                                                          |
| Schwerelos                                                          | 22-10-2010            | -                     |                 |              | Ook verschenen als Tour Edition                                          |
| Abenteuer                                                           | 30-09-2011            | 08-10-2011            | 59              | 1            | Ook verschenen als Premium Edition 2x cd + dvd                           |
| Abenteuer 20 Jahre                                                  | 11-01-2013            | 19-01-2013            | 71              | 3            | 2x dvd + 1x cd                                                           |
| Atlantis                                                            | 06-09-2013            | 13-09-2013            | 27              | 5            | Ook verschenen als Limitierte Geschenk Edition 3x cd + 2x dvd            |
| Seelenbeben                                                         | 08-04-2016            |                       |                 |              | Ook verschenen als Heimspiel Edition 2x cd + 1x dvd                      |
| 25 Jahre Abenteuer Leben                                            | 15-09-2017            |                       |                 |              | Verzamelalbum 2x cd Ook verschenen als Premium Edition - 3x cd en Fanbox |
| Mosaik                                                              | 05-04-2019            |                       |                 |              | Ook verschenen als Premium Edition, Limited Edition en lp.               |
| Ich würd’s wieder tun                                               | 29-07-2022            |                       |                 |              | Ook verschenen als Gold Edition, Limited Edition en lp.                  |
| Weihnacht                                                           | 17-11-2023            |                       |                 |              | Ook verschenen als lp.                                                   |

| Album met hitnotering(en) in de Vlaamse Ultratop 200 albums | Datum van verschijnen | Datum van binnenkomst | Hoogste positie | Aantal weken | Opmerkingen |
| ----------------------------------------------------------- | --------------------- | --------------------- | --------------- | ------------ | ----------- |
| Abenteuer                                                   | 2013                  | 26-01-2013            | 111             | 1*           |             |

## Dvd's
- 2003 - Emotionen Hautnah
- 2006 - Eine Reise Durch Die Seele, Das große Konzert in Oberhausen
- 2009 - Zwischen Himmel Und Erde, Das Konzert in der Berliner O² Arena (dvd & bluray)
- 2011 - Schwerelos, Thausend und eine Nacht-Tour  (dvd & bluray)
- 2012 - Abenteuer Live, 20 Jahre Andrea Berg, Live vanuit de Lanxess Arena Köln (dvd & bluray)
- 2014 - Atlantis Live, Live vanuit de Kölner Lanxess Arena  (dvd & bluray)
- 2016 - Seelenbeben, Heimspiel Edition Live Aspach (dvd & bluray)

Naast deze lijst van officiële albums heeft Andrea ook nog div. maxi-cd's uitgebracht.
| Dvd's met hitnoteringen in de Nederlandse Music Top 30 | Datum van verschijnen | Datum van binnenkomst | Hoogste positie | Aantal weken | Opmerkingen |
| ------------------------------------------------------ | --------------------- | --------------------- | --------------- | ------------ | ----------- |
| Atantis live                                           | 2014                  | 26-07-2014            | 1(1wk)          | 26           |             |

## Foto's

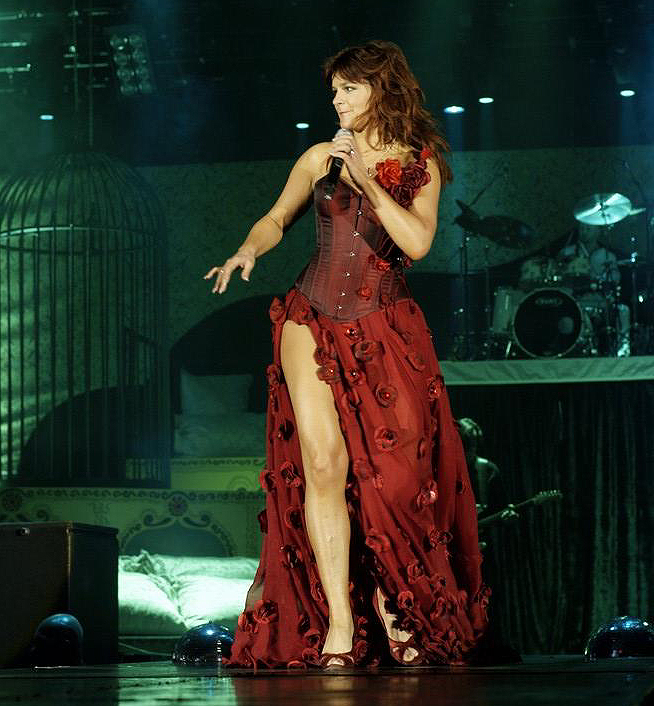
Andrea Berg tijdens haar concert in Oberhausen, 26 februari 2011
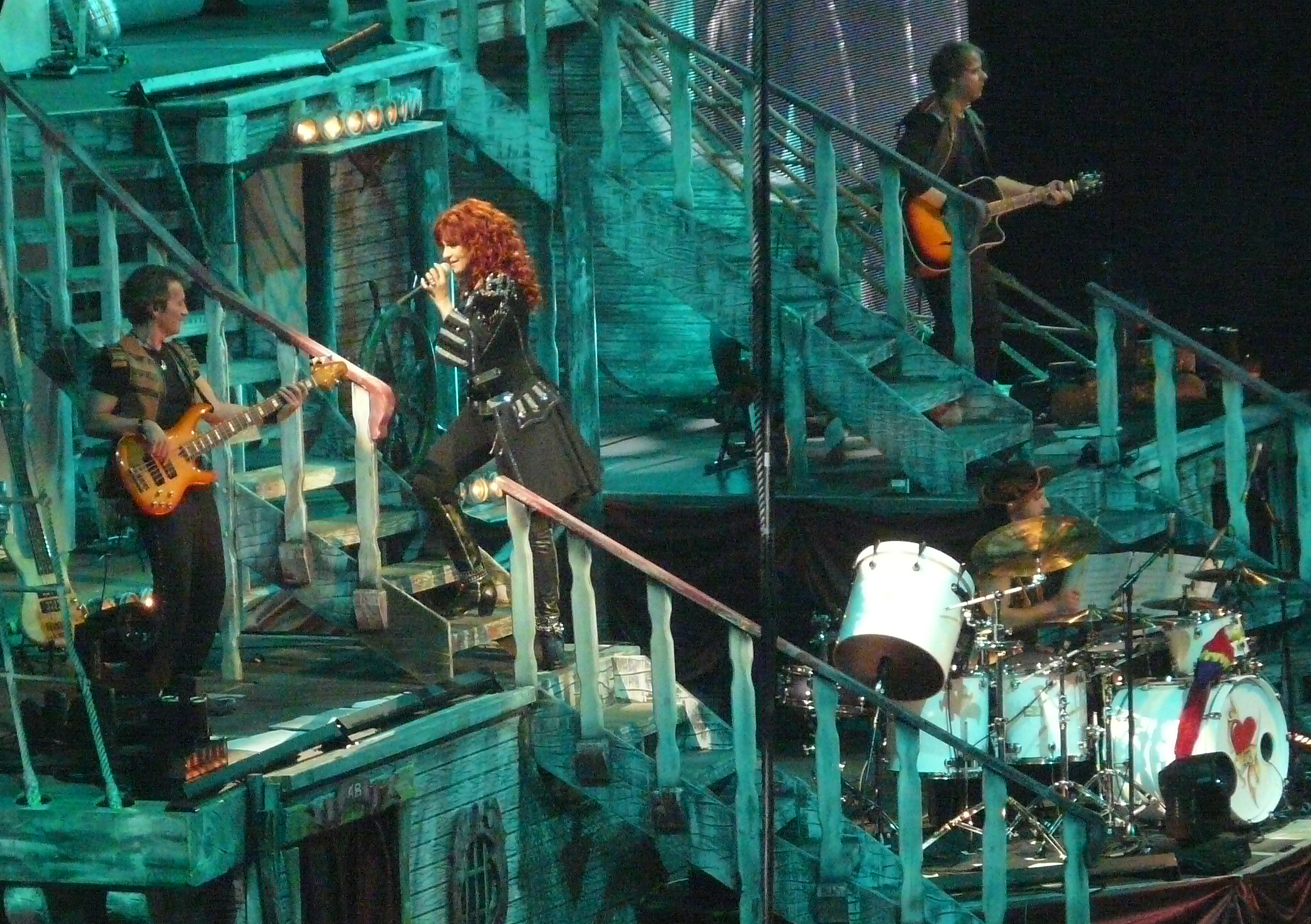
Andrea Berg met haar show Abenteuer, Köln 14 januari 2012
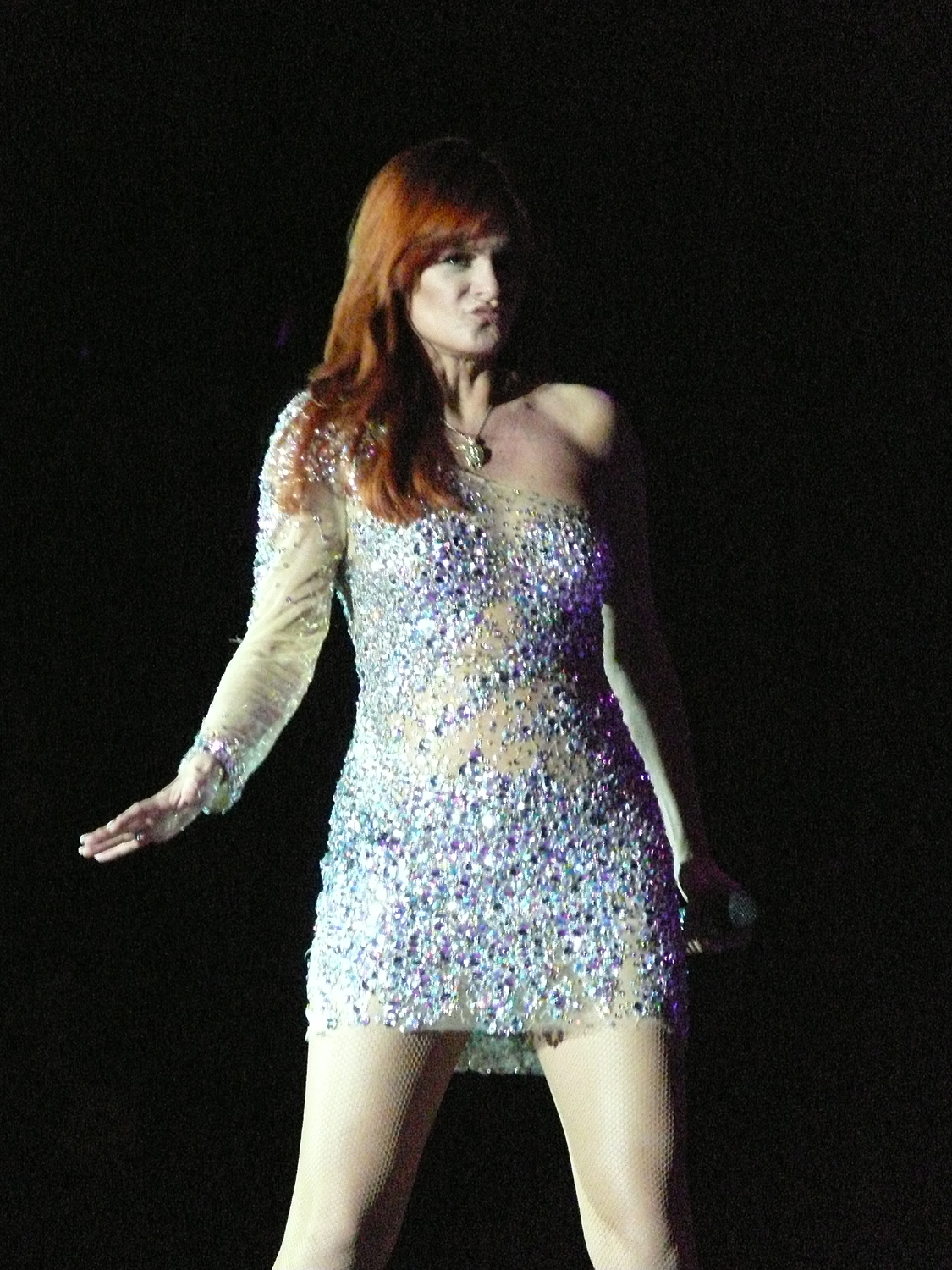
Andrea Berg tijdens haar show Atlantis, Oberhausen 8 maart 2014

- Gemeinsame Normdatei: 129753556
- International Standard Name Identifier: 0000 0000 7259 2210
- Library of Congress Control Number: no2006052640
- MusicBrainz: f8653ae9-b729-4f36-99a5-e05eae90b640
- Virtual International Authority File: 66223889
- WorldCat: E39PBJw4BkRBfHgryXRfwvmTpP